# 小橋建太
小橋建太（1967年3月27日—）是前全日本、NOAH的男子職業摔角選手，本名與全日本時代擂台名為小橋健太，已於2013年引退。

## 生平
小橋建太是1990年代後半和21世紀初重要的摔角人物之一。高中畢業後曾經當過一陣子的上班族，但後來還是以成為摔角手為目標，於1988年加入全日本職業摔角，在幾年的努力之下成為全日本摔角不可或缺的主將之一，和三澤光晴、川田利明和田上明並列全日本摔角的「四天王」，秋山準快速成長後合稱「五強」。2000年退出全日本摔角，加入三澤光晴所創設的NOAH。2010年6月21日宣布結婚。
2012年12月3日於NOAH退團。2012年12月9日的大會上本來宣佈將於2013年2月26日，即出道25週年紀念日於日本武道館引退，結束25年的職業生涯，後來因為身體素質的因素，於2013年5月11日才於日本武道館正式引退。
引退後除了擔任比賽講評之外，並開設個人事務所「Fortune KK」，自己擔任負責人，2019年開始經營24小時運動健身中心。

## 經歷

### 全日本時期

#### 1988年
- 2月26日，出道，對手為大熊元司。

#### 1989年
- 7月2日，於限定新人參賽的翌檜(あすなろ)盃聯盟戰中首次與川田利明進行單打對決，敗北。

#### 1990年
- 1月，開始進行「小橋健太試煉七番勝負」，陸續與谷津嘉章、花面大帝、藍迪·羅斯、瑞普·羅傑斯、大衛·柏伊·史密斯、巨無霸鶴田、劊子手布恰進行單打對決，戰績為2勝5敗(擊敗羅斯、羅傑斯)。
- 3月6日，首度與當時仍為第2代虎面的三澤光晴單打對決，敗北。
- 4月9日，和第2代虎面（三澤光晴）搭檔奪得第51代亞洲雙打冠軍。
- 5月17日，和恢復素顏的三澤光晴順利防衛亞洲雙打冠軍成功，但於比賽後歸還頭銜。後加入三澤的超世代軍，並將造型由紅色改為橘色。
- 11月的世界最強雙打冠軍聯盟賽與強尼·艾斯搭檔參賽，和炸藥小子、強尼·史密斯組並列第8名。

#### 1991年
- 1月27日，和強尼·艾斯搭檔接受喬·迪頓、比利·布雷克組的亞洲雙打冠軍挑戰，防衛成功。
- 3月，首度參加冠軍嘉年華系列賽，獲得A組第4名。
- 9月4日，與史坦·漢森的單打比賽單場挨了3發西部金臂勾。第1發在比賽還沒開始前被突襲，第2發在場外，最後在挨了第3發之後敗北，是漢森少數單場揮出3發西部金臂勾的比賽(大部分都是一擊必殺)。
- 11月的世界最強雙打冠軍聯盟賽與菊地毅搭檔參賽，獲得第11名。

#### 1992年
- 3月，參加冠軍嘉年華系列賽，獲得B組第5名。
- 5月25日，和菊地毅搭檔挑戰亞洲雙打冠軍丹尼·柯洛伐特(台灣翻譯為科洛)、道格·法納斯組，挑戰成功，成為第59代亞洲雙打冠軍。
- 6月5日，和三澤光晴搭檔挑戰世界雙打冠軍巨無霸鶴田、田上明組，挑戰失敗。
- 9月17日，擔任秋山準的出道戰對手，獲勝。
- 11月的世界最強雙打冠軍聯盟賽和巨人馬場搭檔參賽，獲得第4名。

#### 1993年
- 1月24日，和菊地毅搭檔接受小川良成、秋山準組的亞洲雙打冠軍挑戰，防衛成功。
- 3月，參加冠軍嘉年華系列賽，獲得第7名。
- 4月21日，和川田利明、菊地毅搭檔，對戰田上明、淵正信、小川良成組，敗北。比賽結束後川田正式脫離超世代軍，全日本進入「四天王」時期。
- 6月1日，和三澤光晴搭檔挑戰世界雙打冠軍川田利明、田上明組，被川田以炸彈摔擊敗，挑戰失敗。
- 6月2日，和菊地毅搭檔接受愛國者、老鷹(The Eagle)組的亞洲雙打冠軍挑戰，防衛失敗失去王座。
- 8月31日，與史提夫·威廉斯(受日文讀音影響，台灣翻譯為「亞姆斯」或「威廉亞姆斯」)展開次期三冠挑戰者決定戰，敗北。
- 12月3日，和三澤光晴搭檔參加世界最強雙打冠軍聯盟賽，於最後一天誰贏誰優勝的比賽中擊敗川田利明、田上明組，並成為第24代世界雙打冠軍。

#### 1994年
- 3月5日，在「夢幻對戰組合」系列中和三澤光晴搭檔，對戰史坦·漢森、巨人馬場組，獲勝。
- 4月10日，於冠軍嘉年華系列賽中對戰史坦·漢森，雖然挨了一發西部金臂勾，但最後以月面宙返落下技2連發取得首次單打對戰勝利。當年冠軍嘉年華系列賽最後與田上明並列第4名。
- 5月18日，在「夢幻對戰組合」系列中和三澤光晴、菊地毅搭檔，對戰史坦·漢森、史提夫·威廉斯、強尼·艾斯組，敗北。
- 5月21日，和三澤光晴搭檔接受川田利明、田上明組的世界雙打冠軍挑戰，防衛成功。
- 8月13日，和三澤光晴搭檔接受史提夫·威廉斯、強尼·艾斯組的世界雙打冠軍挑戰，防衛成功。
- 9月3日，挑戰第11代三冠王者史提夫·威廉斯，是生涯首次挑戰三冠頭銜，挑戰失敗。
- 10月22日，在「夢幻對戰組合」系列中和田上明搭檔，對戰三澤光晴、史坦·漢森組，敗北。
- 12月10日，和三澤光晴搭檔參加世界最強雙打冠軍聯盟賽，於最後一天擊敗史提夫·威廉斯、強尼·艾斯組，再靠史坦·漢森、巨人馬場組擊敗川田利明、田上明組而順利達成2連霸，並成為第25代世界雙打冠軍。

#### 1995年
- 1月19日，挑戰第12代三冠王者川田利明，打滿60分鐘平手，挑戰失敗。
- 1月24日，和三澤光晴搭檔接受川田利明、田上明組的世界雙打冠軍挑戰，打滿60分鐘平手，防衛成功。
- 3月4日，和三澤光晴搭檔接受史提夫·威廉斯、強尼·艾斯組的世界雙打冠軍挑戰，防衛成功。
- 3月，參加冠軍嘉年華系列賽，獲得第5名。
- 4月2日，全日本參加由多個摔角團體合辦的「夢之橋」大會並提供1場比賽，和三澤光晴、史坦．漢森搭檔對戰川田利明、田上明、強尼．艾斯組，打滿30分鐘平手。
- 6月9日，和三澤光晴搭檔接受川田利明、田上明組的世界雙打冠軍挑戰，防衛失敗失去王座，這場比賽成為1995年年度最佳比賽。
- 10月15日，和三澤光晴搭檔挑戰世界雙打冠軍川田利明、田上明組，打滿60分鐘平手，挑戰失敗。
- 10月25日，挑戰第14代三冠王者三澤光晴，挑戰失敗。
- 12月9日，和三澤光晴搭檔參加世界最強雙打聯盟賽，於最後一天擊敗川田利明、田上明組順利達成3連霸，並讓川田、田上組吞下2連亞。因從這年開始系列賽開始前時任世界雙打冠軍無須繳回頭銜，故未同時取得世界雙打冠軍。

#### 1996年
- 3月，參加冠軍嘉年華系列賽，和三澤光晴、史坦·漢森並列第3名。
- 5月24日，於次期三冠挑戰者決定戰與川田利明單打對決，敗北。
- 7月24日，成功擊敗第15代三冠王者田上明，成為第16代三冠王者並且為第1次奪冠，當時是最年輕獲得三冠王頭銜的選手。
- 9月5日，接受史坦·漢森的三冠挑戰，雖然在比賽中挨了右手西部金臂勾，但最後以金臂勾2連發順利防衛成功，該場比賽為漢森生涯最後一次挑戰三冠。
- 10月18日，接受川田利明的三冠挑戰，打滿60分鐘平手，防衛成功。
- 11月的世界最強雙打聯盟賽與愛國者搭檔參賽，和史提夫·威廉斯、強尼·艾斯組並列第3名。

#### 1997年
- 曾受Z頻道邀請與巨人馬場、三澤光晴一同到台灣舉辦選秀會挖掘「台灣馬場」。
- 1月20日，接受三澤光晴的三冠挑戰，遭三澤以肘擊擊敗，失去王座。
- 4月19日，因當年冠軍嘉年華系列賽與三澤光晴、川田利明積分相同，故於同一天三方再戰，結果抽到打第1場跟第3場。第1場與三澤打滿30分鐘平手，第3場敗給川田無緣優勝。
- 5月27日，和強尼·艾斯搭檔挑戰第31代世界雙打冠軍川田利明、田上明組，挑戰成功，成為第32代世界雙打冠軍。
- 5月31日，和三澤光晴、志賀賢太郎搭檔對戰史提夫·威廉斯、拉克羅斯、理查·史林格組，獲勝，比賽結束後正式脫離超世代軍。
- 6月6日，與強尼·艾斯、愛國者及強尼·史密斯組成「G.E.T.」軍團，軍團定名後首戰與艾斯、愛國者搭檔，對戰史提夫·威廉斯、蓋瑞·歐布萊特、拉克羅斯組，艾斯從威廉斯取得壓制勝。
- 7月25日，和強尼·艾斯搭檔接受史提夫·威廉斯、蓋瑞·歐布萊特組的世界雙打冠軍挑戰，防衛失敗失去王座。
- 10月4日，和強尼·艾斯搭檔挑戰第33代世界雙打冠軍史提夫·威廉斯、蓋瑞·歐布萊特組，挑戰成功奪回頭銜，成為第34代世界雙打冠軍。
- 10月21日，這天是全日本摔角創團25周年，原本即安排與三澤光晴進行單打比賽，因三澤於10月11日擊敗史提夫·威廉斯防衛三冠成功，故這場比賽升格為三冠戰，挑戰失敗。這場比賽成為1997年年度最佳比賽，轉播席上擔任解說的巨人馬場感動落淚。
- 11月的世界最強雙打聯盟賽和強尼·艾斯搭檔參賽，與史提夫·威廉斯、蓋瑞·歐布萊特組並列第3名。

#### 1998年
- 1月25日，和強尼·艾斯搭檔接受川田利明、田上明組的世界雙打冠軍挑戰，防衛失敗失去王座。
- 3月，參加冠軍嘉年華系列賽，和川田利明並列第3名。
- 5月1日，貝達首度參戰全日本，和強尼·艾斯搭檔對戰史坦·漢森、貝達組，獲勝。
- 6月5日，和強尼·艾斯搭檔挑戰世界雙打冠軍川田利明、田上明組，這場比賽也被視為三冠戰的前哨戰，挑戰失敗。
- 6月12日，挑戰第18代三冠王者川田利明，挑戰成功，不僅生涯首度於單打比賽打贏川田，且成為第19代三冠王者，賽後並做出「新時代宣言」的宣告。
- 7月24日，在右膝蓋韌帶斷裂及半月板損傷的情況下接受秋山準的三冠挑戰，雖然整場比賽幾乎都被重點攻擊膝蓋，最後仍以剛腕金臂勾順利防衛成功。
- 8月22日，於三澤光晴復出戰和強尼·艾斯、強尼·史密斯搭檔，對戰三澤光晴、秋山準、淺子覺組，敗北，於比賽前中後均與艾斯有摩擦。隔天和艾斯搭檔對戰田上明、本田多聞組敗北後，遭艾斯反目攻擊，秋山準進場搭救，G.E.T.正式解散。
- 9月11日，接受田上明的三冠挑戰，防衛成功，比賽結束後咳血。秋山準脫離超世代軍之後，與其組成雙打搭檔並成立BURNING軍團，同時加入的還有志賀賢太郎、金丸義信。
- 10月11日，和秋山準搭檔挑戰第35代世界雙打冠軍川田利明、田上明組，挑戰失敗。
- 10月31日，接受三澤光晴的三冠挑戰，防衛失敗失去王座，這場比賽成為1998年年度最佳比賽。
- 12月5日，和秋山準搭檔參加世界最強雙打聯盟賽，於決賽擊敗循環賽全勝的史坦·漢森、貝達組，獲得優勝。

#### 1999年
- 1月7日，和秋山準搭檔挑戰第35代世界雙打冠軍川田利明、田上明組，挑戰成功，成為第36代世界雙打冠軍。
- 1月15日，首度與貝達進行單打比賽，敗北。
- 2月13日，巨人馬場逝世後的第1個大會和秋山準、志賀賢太郎搭檔參加一日限定6人雙打淘汰賽，第1輪擊敗田上明、淵正信、井上雅央組，決賽擊敗三澤光晴、小川良成、垣原賢人組獲得優勝。
- 3月6日，和秋山準搭檔接受三澤光晴、小川良成組的世界雙打冠軍挑戰，防衛成功。
- 4月16日，於冠軍嘉年華系列賽決賽敗給貝達，無緣優勝。
- 6月4日，於札幌中島體育中心紀念大會和川田利明搭檔，對戰三澤光晴、田上明組，是相隔數年後四天王再度同場出賽(但卡司不同)，獲勝。
- 6月9日，和秋山準搭檔接受強尼·艾斯、巴特·剛恩(2000年後改擂台名為麥克·巴頓)組的世界雙打冠軍挑戰，防衛失敗失去王座。
- 6月11日，挑戰第23代三冠王者三澤光晴，挑戰失敗，比賽中發生鼻樑骨折的意外，但未因此缺席之後的系列賽。
- 9月4日，於5大單打比賽中與鬥士(The Gladiator)對決，獲勝。
- 10月23日，和秋山準搭檔挑戰第39代世界雙打冠軍三澤光晴、小川良成組，並以挑戰失敗即解散Burning軍團為賭注，挑戰成功，成為第40代世界雙打冠軍。
- 10月30日，和秋山準搭檔接受大森隆男、高山善廣組的世界雙打冠軍挑戰，防衛成功。
- 12月3日，和秋山準搭檔參加世界最強雙打聯盟賽，並以未打進決賽即歸還世界雙打冠軍頭銜為賭注。最後於決賽擊敗循環賽積分最高的史坦·漢森、田上明組，達成2連霸。

#### 2000年
- 1月10日，和秋山準搭檔接受貝達、強尼·史密斯組的世界雙打冠軍挑戰，防衛成功。
- 1月17日，擔任川田利明復出戰的對手，獲勝。
- 1月31日，於巨人馬場1周年忌大會和三澤光晴、秋山準搭檔，對戰史坦·漢森、田上明、大森隆男組，獲勝。
- 2月17日，於札幌舉辦的「北都4大單打比賽」和史提夫·威廉斯展開次期三冠挑戰者決定戰，獲勝，取得挑戰第24代三冠王者貝達的資格。
- 2月20日，和秋山準搭檔接受貝達、史提夫·威廉斯組的世界雙打冠軍挑戰，防衛失敗失去王座。
- 2月27日，挑戰第24代三冠王者貝達，挑戰成功，成為第25代三冠王者，並再次發出「新時代宣言」的宣告。賽後指名秋山準當下次防衛戰的挑戰者，但因故未能實現。
- 3月11日，於一夜限定復活的「超世代軍VS聖鬼軍」比賽中和三澤光晴、菊地毅搭檔，對戰聖鬼軍川田利明、田上明、淵正信組，獲勝。
- 4月15日，這年冠軍嘉年華的賽制改採單敗淘汰制，4月8日於第2輪擊敗強尼·史密斯，4月11日於準決賽擊敗三澤光晴，最後於決賽擊敗大森隆男，首次獲得冠軍嘉年華優勝。
- 5月26日，接受高山善廣的三冠挑戰，防衛成功，但在賽後與當時已經脫離Burning的秋山準在場外上演全武行。
- 6月9日，在以Burning解散為賭注的情況下和志賀賢太郎搭檔，對戰秋山準、馬那蓋亞·莫斯曼(後改擂台名為太陽蓋亞)組，結果秋山以倒栽蔥擊敗志賀，Burning就此解散。
- 6月13日，於只開了不到10分鐘的全日本董事會中宣布退團，不久後歸還三冠頭銜。
- 6月16日，出席三澤光晴的記者會並表示會參加三澤的新團體。
- 6月22日，順利進行膝蓋手術，並且隔天即出院。因手術之故，三澤光晴等已經退出全日本的選手仍參戰的4個全日本大會均未出賽，至NOAH旗揚戰才復出。

### NOAH時期

#### 2000年
- 移籍NOAH後，將擂台名變更為小橋「建」太，讀法與原名相同。
- 8月5日，於NOAH旗揚戰和秋山準搭檔，與三澤光晴、田上明組進行60分鐘3戰2勝制(60分3本勝負)的比賽，獲勝的2人於隔天8月6日進行單打比賽。最後以2-0獲勝(2勝均為秋山拿下)，賽後遭秋山偷襲。隔天在和秋山的單打比賽敗北，是第1次在單打比賽敗給秋山。
- 10月8日，和不滿高山善廣與秋山準合作的大森隆男搭檔，對戰秋山、高山組，因比賽中遭大森背叛而敗北。3天後10月11日和大森進行單打對決，以剛腕金臂勾制裁大森成功。
- 11月4日，擔任力皇猛「單打五番勝負」初戰的對手，獲勝。
- 12月23日，再度和秋山準進行單打對決，復仇成功。

#### 2001年
- 1月18日，和田上明搭檔與三澤光晴、丸藤正道組比賽。雖然獲勝，但比賽結束後由於膝蓋傷勢過重開始長達395天的缺賽，這場比賽成為2001年最後一次出賽。

#### 2002年
- 2月17日，經過395天的手術休養之後，和三澤光晴搭檔進行復出比賽(對手為時任GHC重量級冠軍秋山準和新日本的永田裕志)，敗北，但比賽結束後又因為左膝前十字韌帶不完全斷裂再度缺席。
- 10月19日，和志賀賢太郎搭檔挑戰第5代GHC重量級雙打冠軍秋山準、齋藤彰俊組，是首次挑戰GHC頭銜，挑戰失敗。
- 10月31日，於萬聖節特別大會中以BLAZE的身分登場，是極少數以戴面具和長褲造型出賽。

#### 2003年
- 1月10日，和田上明搭檔迎戰三澤光晴、蝶野正洋組，以垂直落下式倒立後拋摔壓制三澤成功。
- 3月1日，挑戰第5代GHC(Global Honored Crown)重量級冠軍三澤光晴，挑戰成功，成為第6代GHC重量級冠軍，是初次在頭銜戰擊敗三澤，這場比賽成為2003年年度最佳比賽，也被認為是「傳說的一戰」。之後達成連續13次防衛GHC重量級冠軍成功，而被稱為「絕對王者」。
- 4月13日，接受本田多聞的GHC重量級冠軍挑戰，防衛成功。
- 5月2日，於新日本東京巨蛋大會接受蝶野正洋的GHC重量級冠軍挑戰，防衛成功。
- 6月6日，和本田多聞搭檔挑戰第5代GHC重量級雙打冠軍秋山準、齋藤彰俊組，挑戰成功並成為第6代GHC重量及雙打冠軍，且成為GHC重量級單打及雙打雙冠王。
- 7月16日，和本田多聞搭檔接受高山善廣、真壁伸也(後改擂台名為真壁刀義)的GHC重量級雙打冠軍挑戰，防衛成功。
- 8月26日，接受拜森·史密斯的GHC重量級冠軍挑戰，防衛成功。
- 9月12日，接受新日本永田裕志的GHC重量級冠軍挑戰，防衛成功。
- 11月1日，接受小川良成的GHC重量級冠軍挑戰，防衛成功。
- 11月30日，和本田多聞搭檔接受新日本永田裕志、棚橋弘至組的GHC重量級雙打冠軍挑戰，防衛失敗失去王座，GHC重量級雙打冠軍腰帶外流到新日本。

#### 2004年
- 1月25日，接受佐野巧真的GHC重量級冠軍挑戰，防衛成功。
- 3月6日，接受力皇猛的GHC重量級冠軍挑戰，防衛成功。
- 4月25日，接受高山善廣的GHC重量級冠軍挑戰，防衛成功。
- 7月10日，接受秋山準的GHC重量級冠軍挑戰，防衛成功，這場比賽成為2004年年度最佳比賽
- 9月10日，接受田上明的GHC重量級冠軍挑戰，防衛成功。
- 10月9日，於KENTA「『蹴擊』七番勝負」擔任第6戰的對手，獲勝。
- 10月24日，接受齋藤彰俊的GHC重量級冠軍挑戰，防衛成功。
- 12月4日，接受鬥士(The Gladiator)的GHC重量級冠軍挑戰，防衛成功。
- 12月24日，於開放觀眾抽籤決定全部對戰卡司的大會中，抽到於第1場比賽和三澤光晴單打對戰，打滿10分鐘平手，是最後一次與三澤單打對決。

#### 2005年
- 1月8日，在日本武道館接受鈴木實的GHC重量級冠軍挑戰，防衛成功。
- 3月5日，在日本武道館接受力皇猛的GHC重量級冠軍挑戰，防衛失敗失去王座，中止連續13次防衛成功的紀錄。
- 4月24日，和潮崎豪搭檔對戰秋山準、天龍源一郎組，是相隔超過15年之後再度與天龍對戰，敗北。
- 7月18日，在東京巨蛋初次和佐佐木健介進行單打比賽，最後獲勝，這場比賽獲選為當年度最佳比賽。

#### 2006年
- 6月4日，和本田多聞搭檔挑戰第11代GHC重量級雙打冠軍森嶋猛、穆罕默德·尤內組，挑戰成功，成為第12代GHC重量級雙打冠軍。
- 6月29日，發現有腎臟癌必須接受治療且須長期缺賽療養，因而歸還GHC重量級雙打冠軍頭銜。原訂7月16日要於高山善廣復出戰與高山搭檔一事也被迫取消，改由佐佐木健介出賽。

#### 2007年
- 12月2日，於克服腎臟癌，相隔546天之後復出，於復出戰和高山善廣搭檔對決三澤光晴、秋山準組，最後挨了三澤的雪崩式綠寶石飛瀑怒濤而落敗，這場比賽成為2007年年度最佳比賽。

#### 2008年
- 9月9日，因右手神經麻痺緊急進行肘部手術，再度長期缺賽。

#### 2009年
- 3月1日，於復出戰與井上雅央進行單打比賽，獲勝。
- 6月8日，挑戰第8代Global Hardcore Crown冠軍(通稱白GHC或GHC無差別級王座)橋誠，挑戰成功，成為第9代冠軍。
- 7月6日，擔任NOAH副社長(社長為田上明)，推薦自己為社長未成的原副社長百田光雄因此退團。
- 8月30日，在小島聰的邀請下，相隔9年後再度登上全日本的擂台，與菊地毅(一樣是相隔9年後再度登上全日本的擂台)、伊藤旭彥搭檔，對戰小島聰、KAI、大和弘嗣組，敗北。
- 9月27日，在三澤光晴追悼系列賽的特別雙打比賽中和高山善廣搭檔，對戰社長組合田上明、武藤敬司組，是首度與武藤對戰，獲勝。
- 10月12日，參加蝶野正洋出道25周年大會和蝶野正洋、武藤敬司搭檔，對戰中西學、小島聰、秋山準組，獲勝。

#### 2010年
- 1月5日，因手部傷勢再度長期缺賽。
- 6月，因需長期脫離戰線而歸還GHC無差別級王座。由於最高顧問三澤光晴逝世，管理委員長秋山準於2012年12月從NOAH退團，故此頭銜已實質封印，成為名義上最後一代王者。

#### 2011年
- 7月23日，於復出戰和潮崎豪搭檔對戰秋山準、齋藤彰俊組，敗北。
- 8月27日，參加東日本大震災慈善巡迴賽(ALL TOGETHER)，和武藤敬司搭檔對戰飯塚高史、矢野通組，獲勝。
- 9月29日，因任期屆滿卸下副社長一職。

#### 2012年
- 2月19日，參加第2回東日本大震災慈善巡迴賽(ALL TOGETHER)，和武藤敬司再次搭檔對戰秋山準、大森隆男組，雖然獲勝，但因比賽中左腳骨折及右膝蓋韌帶損傷再度長期缺賽，至此未再以NOAH所屬選手身分出賽。
- 12月3日，被NOAH宣布不續約。
- 12月9日，宣布自己無法再繼續打摔角，決定引退。

#### 2013年
- 5月11日，在日本武道館引退，搭檔是佐佐木健介、秋山準和武藤敬司，對手為過去的跟班KENTA、潮崎豪、金丸義信、谷口周平(當時擂台名為Maybach谷口)，最後以月面宙返落下技壓制金丸義信取得勝利。
- 12月7日，出席田上明引退紀念大會為田上獻花。

## 入場曲
- SNIPER(使用至1998年中，2002年7月26日淺子覺引退賽為配合超世代軍再次結成而使用)
- GRAND SWORD(1998年6月12日對川田利明的三冠重量級頭銜戰開始使用，至2003年3月1日對三澤光晴的GHC重量級頭銜戰；2005年7月18日對佐佐木健介的單打比賽恢復使用，直至引退)
- BLAZIN(成為GHC冠軍後使用至2005年7月)

## 常用招式
小橋建太剛出道前幾年招式不少，但除了月面宙返落下技外其他招式殺傷力都不算特別強。後來逐漸開發出屬於自己特色的招式，如剛腕金臂勾、烈焰錘等。
- 吊車翻摔技

於比賽剛開始時使用，和一般選手不一樣的是舉起對手的滯空時間長，齋藤彰俊亦有使用。
- 斷頭台

對手倒下時以腿部攻擊對手頸部，早期較常用。
- 手刀劈擊

常見擊出方式為劈向對手胸口或頸部；又分機關槍式（連打式）、雙手併攏式（青春的一擊，朝向頸動脈）、袈裟斬式（回馬式，朝向頸動脈或後頸部）。
- 剛腕金臂鉤

打橫手臂擊向對手喉頭(必殺技之一，非常的暴力)，於1996年開始成為大招式。後來其弟子潮崎豪繼承使用。
- 烈焰錘

以阿根廷折背技方式舉起對手，再將對手朝向側邊垂直落下，初批露是1998年對三澤光晴使用(當時還沒有招式名稱)。原本是將對手舉在繩柱上順勢使用，後來進化成直接以阿根廷折背技方式舉起對手。
(大絕招，選手生涯只使用過7次，成功即必勝)
- 炸彈翻摔技＋月面宙返落下技

早期常用的終結技之一，在膝蓋的傷勢加重後，已鮮少使用。
- 垂直落下技

以吊車翻摔技的方式舉起對手，卻是以垂直落下的方式落下。
- 單鎖羽翼絞殺落下技

左手以飛龍原爆方式扣住對手的左手，順勢扣住頸部，再以原爆腰橋方式拋出。
- 勤頸翻摔

## 曾獲得頭銜

### NOAH
- GHC重量級王座：第6代（連續防衛共13次，而獲得絕對王者稱號）。
- GHC雙打王座：第6、12代（搭檔皆為本田多聞）。
- GHC無差別級王座：第9代（最後一代）。

### 全日本職業摔角
- 三冠重量級王座：第16、19、25代
- 世界雙打王座：
- 第24、25代搭檔為三澤光晴
- 第32、34代搭檔為Johnny Ace
- 第36、40代搭檔為秋山準
- 亞洲雙打王座：
- 第51代搭檔為二代虎面
- 第53、56代搭檔為Johnny Ace
- 第59代搭檔為菊地毅
- 冠軍嘉年華優勝：2000年
- 世界最強雙打決定戰優勝：
- 1993年、1994年、1995年搭檔皆為三澤光晴
- 1998年、1999年搭檔皆為秋山準

### 職業摔角大賞
- 1989年 新人賞
- 1993年 殊勳賞
- 1995年 技能賞
- 1995年 年度最佳比賽賞（川田利明&田上明 vs 三澤光晴&小橋健太）
- 1996年 最優秀選手賞
- 1997年 年度最佳比賽賞（三澤光晴 vs 小橋健太）
- 1998年 最優秀選手賞、年度最佳比賽賞（小橋健太 vs 三澤光晴）
- 1999年 最優秀雙打隊伍賞（搭檔為秋山準）
- 2003年 殊勳賞、年度最佳比賽賞（小橋建太 vs 三澤光晴）
- 2004年 年度最佳比賽賞（小橋建太 vs 秋山準）
- 2005年 年度最佳比賽賞（小橋建太 vs 佐佐木健介）
- 2007年 年度最佳比賽賞（三澤光晴&秋山準 vs 小橋建太&高山善廣）
- 2011年 年度最佳比賽賞  (小橋建太&武藤敬司 vs 矢野通&飯塚高史)
- 2013年 特別功勞賞

## 軼事
- 小時候曾經用糖果罐製作一條NWA冠軍腰帶。
- 申請入門全日本時第一關「履歷」階段就收到不合格通知，對此無法接受。後來是透過認識的朋友介紹才勉強獲得同意入門，入門初期也並未得到重視。
- 入門時三澤光晴已經以第2代虎面的身分成為全日本招牌選手，但是和三澤溝通起來沒有距離感，也認為三澤於公於私都是自己最好的朋友，甚至早在這個階段兩人就在討論什麼是「理想的摔角」。
- 是巨無霸鶴田眼中非常熱愛練習的人，但對此只認為這是理所當然的。
- 因為全日本與NOAH分裂事件而必須繳回屬於全日本頭銜的三冠腰帶時，感到非常難過與不捨。接受媒體詢問退出全日本的原因時，只回答：「因為這是我想做的事情。」
- 2001年至2002年因為膝蓋傷勢長期缺賽這段時間，非常討厭過生日，覺得自己除了年紀多了2歲之外，根本是虛度光陰一事無成。
- 2002年7月26日淺子覺引退賽中，和三澤光晴，淺子覺搭檔，對戰田上明、井上雅央、橋誠組，特別換上全日本時代的橘色造型跟使用初代出場音樂Sniper。加上秋山準、菊地毅在助手區，是一夜限定的超世代軍再次結成。
- 2003年的NOAH摔角迷感謝日短片「3年N組三八先生」中飾演訓導主任，其原型為「3年B組金八先生」。
- 2004年9月23日的多人雙打比賽中，和秋山準約定這天比賽輸的人要角色扮演裴勇浚，最後因場外出局落敗，於比賽結束後依照約定以裴勇浚於冬季戀歌的造型亮相。
- 2004年的NOAH摔角迷感謝日短片「Differ有明戰隊NOAH戰士」中飾演反派角色「剛腕大魔王」。
- 前AKB48成員倉持明日香是其忠實粉絲，也曾經邀請倉持到現場觀戰，可惜敗北未能在倉持面前贏得勝利。

## 外部連結
- （日語）http://www.noah.co.jp/（页面存档备份，存于） 職業摔角・諾亞
- Profile at Puroresufan.com
- View from the Rising Sun - "Orange Crush" Kenta Kobashi
- Kenta Kobashi at OWW.com